# لکسا، آرکانزاس
لکسا (به انگلیسی: Lexa) یک شهر در ایالات متحده آمریکا است که در شهرستان فیلیپس، آرکانزاس واقع شده‌است. لکسا ۰٫۹۹ کیلومتر مربع مساحت و ۲۸۶ نفر جمعیت دارد و ۶۵ متر بالاتر از سطح دریا واقع شده‌است.